# Кояме-дель-Сотоль
Кояме-дель-Сотоль (исп. Coyame del Sotol) — муниципалитет в Мексике, штат Чиуауа с административным центром в посёлке Сантьяго-де-Кояме. Численность населения, по данным переписи 2010 года, составила 1681 человек.

## Общие сведения
Название Coyame является словом апачей, которые так называли местный ручей, а Sotol было добавлено к названию 6 мая 2010 года, как отношение региона к производству одноимённого алкогольного напитка сотоль.
Площадь муниципалитета равна 11651 км², что составляет 4,71 % от общей площади штата, а наивысшая точка — 1650 метров, расположена в поселении Альпине.
Он граничит с другими муниципалитетами штата Чиуауа: на севере с Гуадалупе, на востоке с Охинагой, на юге с Альдамой, и на западе с Аумадой.

## Учреждение и состав
Муниципалитет был образован в 1826 году, в его состав входит 106 населённых пунктов, самые крупные из которых:
| Код INEGI | Населённый пункт                                                             | Численность населения (2005 год) | Численность населения (2010 год) |
| --------- | ---------------------------------------------------------------------------- | -------------------------------- | -------------------------------- |
| 015       | Всего                                                                        | 1453                             | 1681                             |
| 0001      | Сантьяго-де-Кояме (исп. Santiago de Coyame) 29°27′41″ с. ш. 105°05′50″ з. д. | 611                              | 709                              |
| 0070      | Сан-Педро (исп. San Pedro) 29°19′55″ с. ш. 104°55′11″ з. д.                  | 191                              | 235                              |
| 0058      | Ла-Пас-де-Мехико (исп. La Paz de México) 29°21′47″ с. ш. 104°56′06″ з. д.    | 161                              | 184                              |
| 0028      | Кучильо-Парадо (исп. Cuchillo Parado) 29°26′29″ с. ш. 104°52′34″ з. д.       | 157                              | 124                              |

## Экономика
По статистическим данным 2000 года, работоспособное население занято по секторам экономики в следующих пропорциях: сельское хозяйство, скотоводство и рыбная ловля — 52,7 %, промышленность и строительство — 21,7 %, сфера обслуживания и туризма — 23,3 %, прочее — 2,3 %.

## Инфраструктура
По статистическим данным 2010 года, инфраструктура развита следующим образом:
- электрификация: 91,8 %;
- водоснабжение: 86,9 %;
- водоотведение: 90 %.

## Фотографии

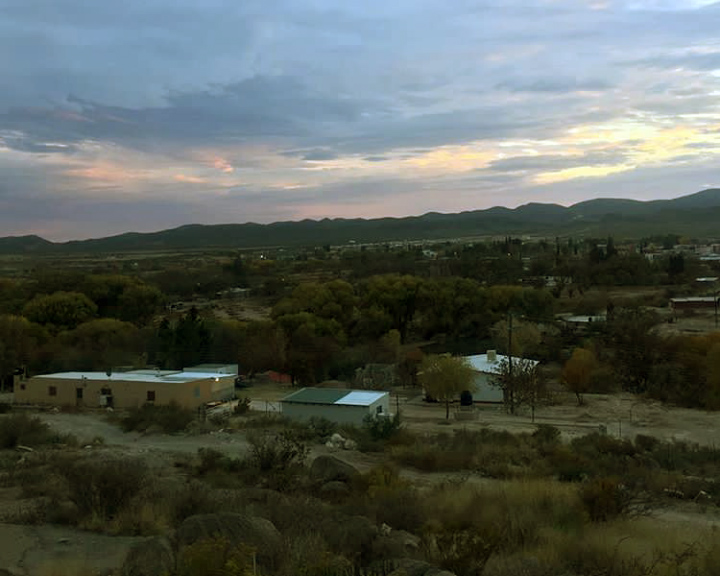
Вид на Сантьяго-де-Кояме
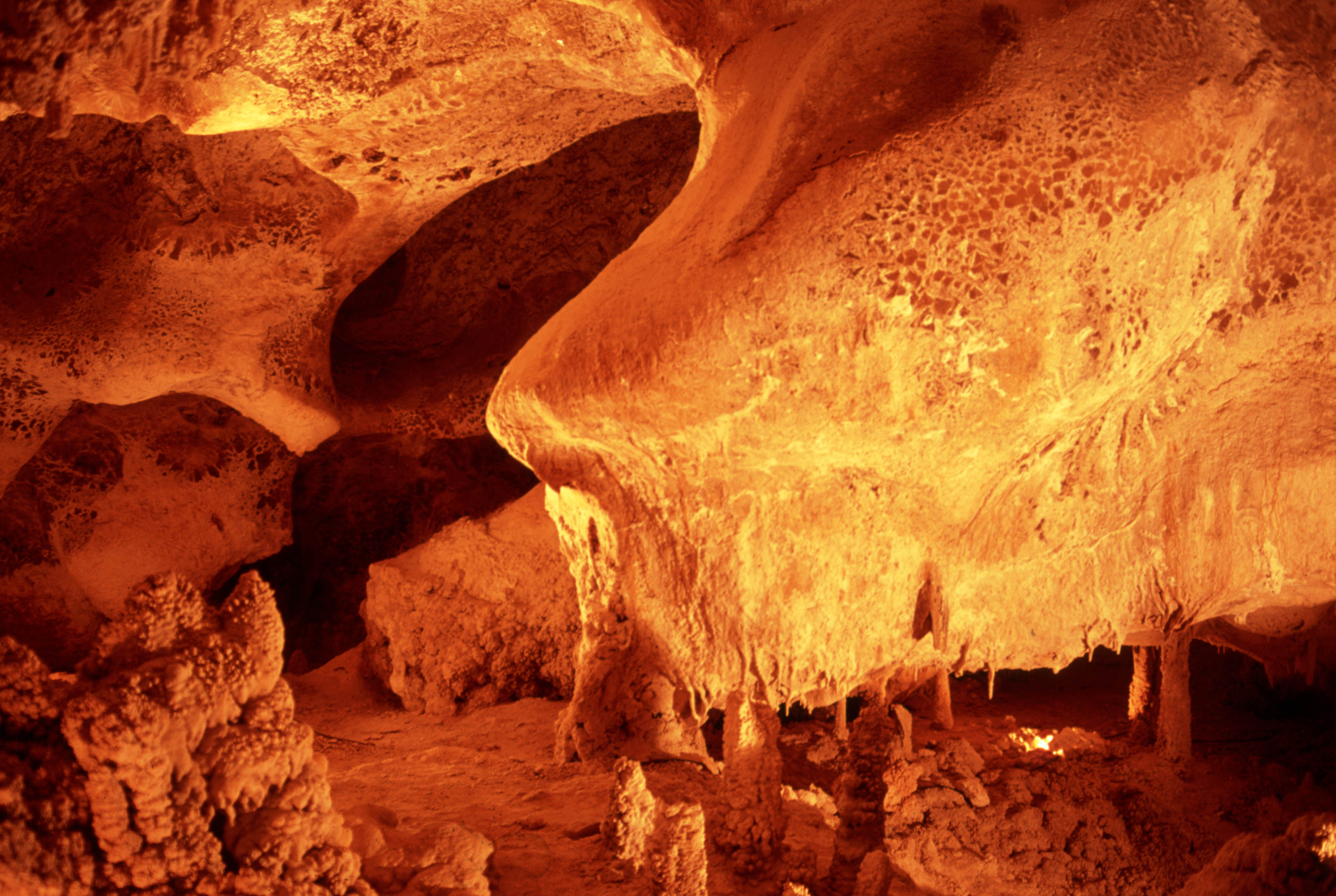
Гроты